# Staņislavs Olijars
Staņislavs Olijars (рус. Станислав Олияр,nacido el 22 de marzo de 1979) en Cheliábinsk antigua Unión Soviética y actual Letonia) es un atleta letón especialista en pruebas de vallas. Su mayor éxito ha sido la medalla de oro en los Campeonatos de Europa de 2006 celebrados en Gotemburgo.

## Palmarés internacional
| Año  | Evento                    | Lugar             | Puesto | Disciplina   |
| ---- | ------------------------- | ----------------- | ------ | ------------ |
| 2000 | Europeo en pista cubierta | Gante (Bélgica)   | 1º     | 60 m vallas  |
| 2002 | Europeo en pista cubierta | Viena (Austria)   | 3º     | 60 m vallas  |
| 2002 | Europeo al Aire Libre     | Múnich ()         | 2º     | 110 m vallas |
| 2006 | Europeo al Aire Libre     | Gotemburgo ()     | 1º     | 110 m vallas |
| 2008 | Mundial en Pista Cubierta | Valencia (España) | 3º     | 110 m vallas |

## Marcas personales
- 100 metros - 10.42 (2002)
- 200 metros - 20.91 (2003)
- 110 metros vallas - 13.08 (2003)

- Datos: Q537134
- Multimedia: Staņislavs Olijars / Q537134